# Dendrobium copelandii
Dendrobium copelandii är en orkidéart som först beskrevs av Frederick Manson Bailey, och fick sitt nu gällande namn av Herman Montague Rucker Rupp. Dendrobium copelandii ingår i släktet Dendrobium, och familjen orkidéer. Inga underarter finns listade i Catalogue of Life.